# Miquel Coll i Alentorn
Miquel Coll i Alentorn (Barcelona, 12 de maig de 1904 - Barcelona, 15 de desembre de 1990) va ser un polític català d'Unió Democràtica de Catalunya i president del Parlament de Catalunya des del 1984 fins al 1988. Se'l considera un referent de la democràcia cristiana catalana durant el franquisme.

## Biografia

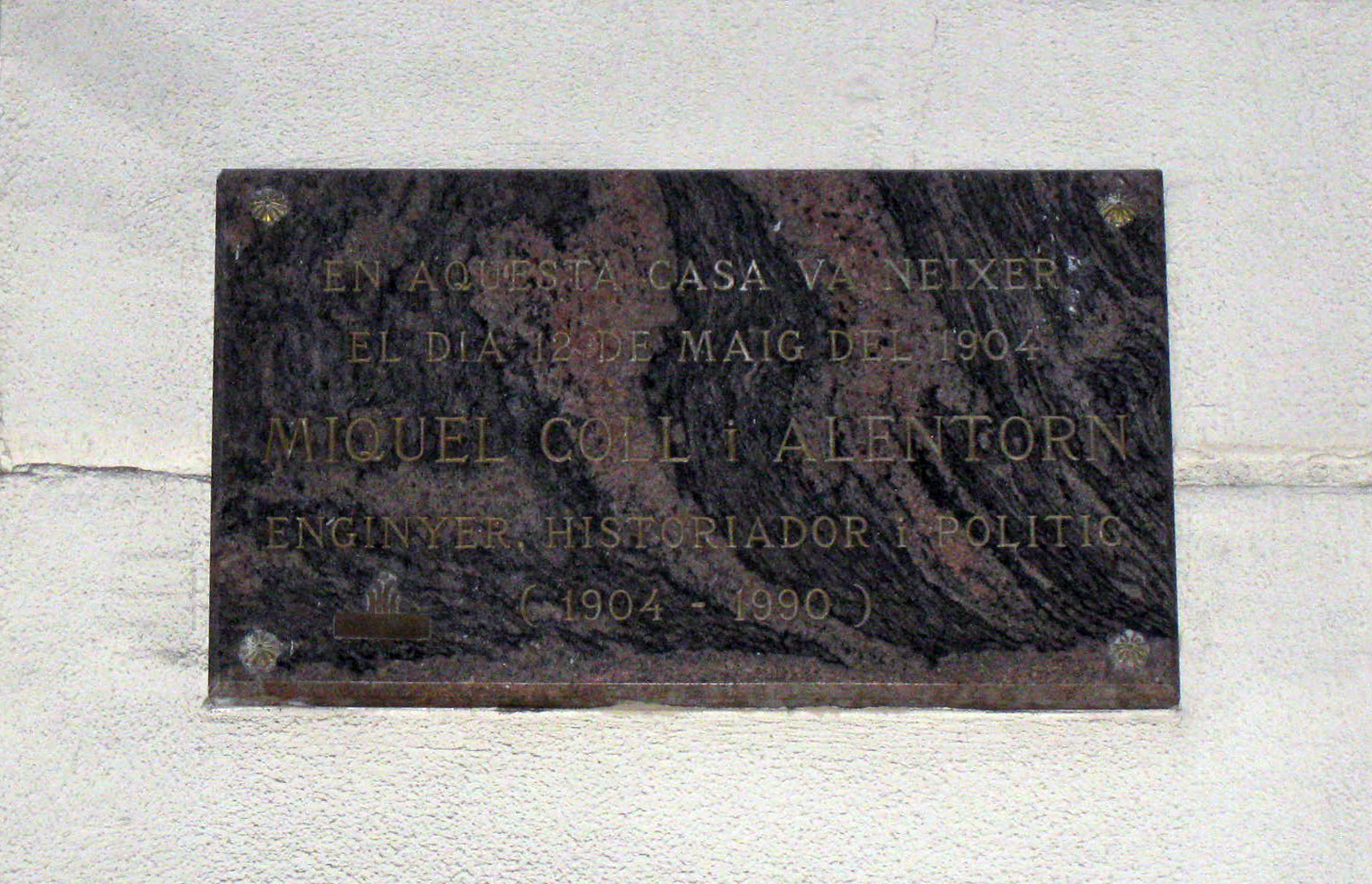
Placa commemorativa a la casa del carrer Fontanella on va néixer

Miquel Coll i Alentorn nasqué a Barcelona, al número 13 del carrer Fontanella, el dia 12 de maig de 1904, fill de Josep Coll i Bofill i de Josepa Alentorn i Borés, ambdós de Barcelona. El 30 d'abril de 1932 es casà amb Glòria d'Alemany a l'església de Sant Sever.

### Trajectòria política
L'any 1932 ingressà a Unió Democràtica de Catalunya, partit del qual arribaria a ser secretari general, membre del comitè de govern (1932-1935 i 1936-1963) i president del consell nacional (1963-1988).
Durant el franquisme va ser membre del Consell d'Ensenyament i Cultura de la Generalitat provisional.
Amb la restauració de la Generalitat de Catalunya, va ser escollit diputat al Parlament de Catalunya l'any 1980. Durant la legislatura de 1980 a 1984, fou nomenat Conseller Adjunt a la Presidència de la Generalitat. La següent legislatura (1984-1988), tornà a ser elegit diputat al Parlament, i fou escollit President del Parlament de Catalunya. A la fi d'aquesta legislatura es retirà de la política, tant a nivell institucional com de partit. L'any 2000 fou guardonat, de forma pòstuma, amb la Medalla d'Honor del Parlament de Catalunya.
L'any 1993, Unió Democràtica de Catalunya va crear la seva pròpia fundació d'estudis polítics i socials, a la qual va donar el nom d'Institut d'Estudis Humanístics Miquel Coll i Alentorn en homenatge a un dels seus dirigents històrics més insignes.

### Trajectòria professional i cívica
Tot i la seva formació com a enginyer industrial, la major part de la seva activitat professional se centrà en l'estudi de la història de Catalunya, amb el mestratge de Jordi Rubió i Ferran Soldevila.
Inicialment però, va ser professor de matemàtiques i director de l'Escola Municipal d'Arts i Oficis d'Olesa de Montserrat.
La seva activitat va estar estretament lligada a l'Institut d'Estudis Catalans, del qual fou elegit membre, de la Secció Històrico-Arqueològica, el 1961. Fou cofundador de dues de les societats filials de l'IEC: la Societat Catalana d'Estudis Històrics i la Societat Catalana d'Estudis Jurídics, Econòmics i Socials. També va ser President de la Secció Historico-Arqueològica i delegat de l'IEC a la Societat Catalana d'Estudis Litúrgics (filial de l'IEC).
Alhora, va esdevenir un dels restauradors dels Estudis Universitaris Catalans, del qual va ser professor d'història, activitat que també exercí a l'Escola de Bibliologia i a la Secció de Filologia Catalana de la Facultat de Filologia de la Universitat de Barcelona, fins a l'any 1977.
També formà part d'altres institucions, com la Reial Acadèmia de Bones Lletres de Barcelona, de la qual va ser Acadèmic numerari des de 1971; també fou membre corresponent de la Reial Acadèmia de la Història de Madrid.

## Principals publicacions
- Edició crítica de la Crònica de Desclot (1949-1951)
- Historiografia de Catalunya en el període primitiu (1951-1952)
- La llegenda de Guillem Ramon de Montcada, (1957)
- Cronicó de Sant Cugat, (1962)
- Crònica de Sant Pere de les Puel·les, (1967)
- Cronicó de Skokloster, (1970)
- Guifré el Pelós en la historiografia i en la llegenda, (1990)

Poemes presentats als Jocs Florals de Barcelona
- El rierol. Bosquetana, (Jocs Florals de Barcelona de 1921)[9]
- Aquí tot és goig. La nostra Pàtria és gran, la nostra Pàtria és bella, (Jocs Florals de Barcelona de 1922)[10]
- Oh Amor Diví, (Jocs Florals de Barcelona de 1922)[11]
- Àmfora, (Jocs Florals de Barcelona de 1922)[12]
- Sou tan bella, (Jocs Florals de Barcelona de 1922)[13]

## Fons personal
El seu fons personal es conserva a l'Arxiu Nacional de Catalunya. El fons conté la documentació generada i aplegada per Miquel Coll i Alentorn. Destaquen les sèries referides a la documentació familiar i personal (documents de la història de la família i autobiogràfics, agendes i documents patrimonials), la professional (documentació de l'Escola de Bibliotecàries, dels Estudis Universitaris Catalans i de la Universitat de Barcelona), l'obra original (treballs sobre historiografia, llegendes, història de la litúrgia i conferències), la documentació política (d'UDC, dels congressos de la Democràcia-Cristiana Europea, del Moviment Europeu, del Consejo Federal Español del Movimiento Europeo i del Parlament de Catalunya), d'entitats i associacions (Acadèmia de Bones Lletres, Real Academia de la Historia, IEC i Òmnium Cultural), la documentació sobre l'autor (reculls de premsa, homenatges i entrevistes), l'arxiu d'imatge i so i les monografies.